# Unionville (Ontario)
Pour les articles homonymes, voir Unionville.
 (juillet 2012).
Le contenu est difficilement compréhensible vu les erreurs de traduction, qui sont peut-être dues à l'utilisation d'un logiciel de traduction automatique.

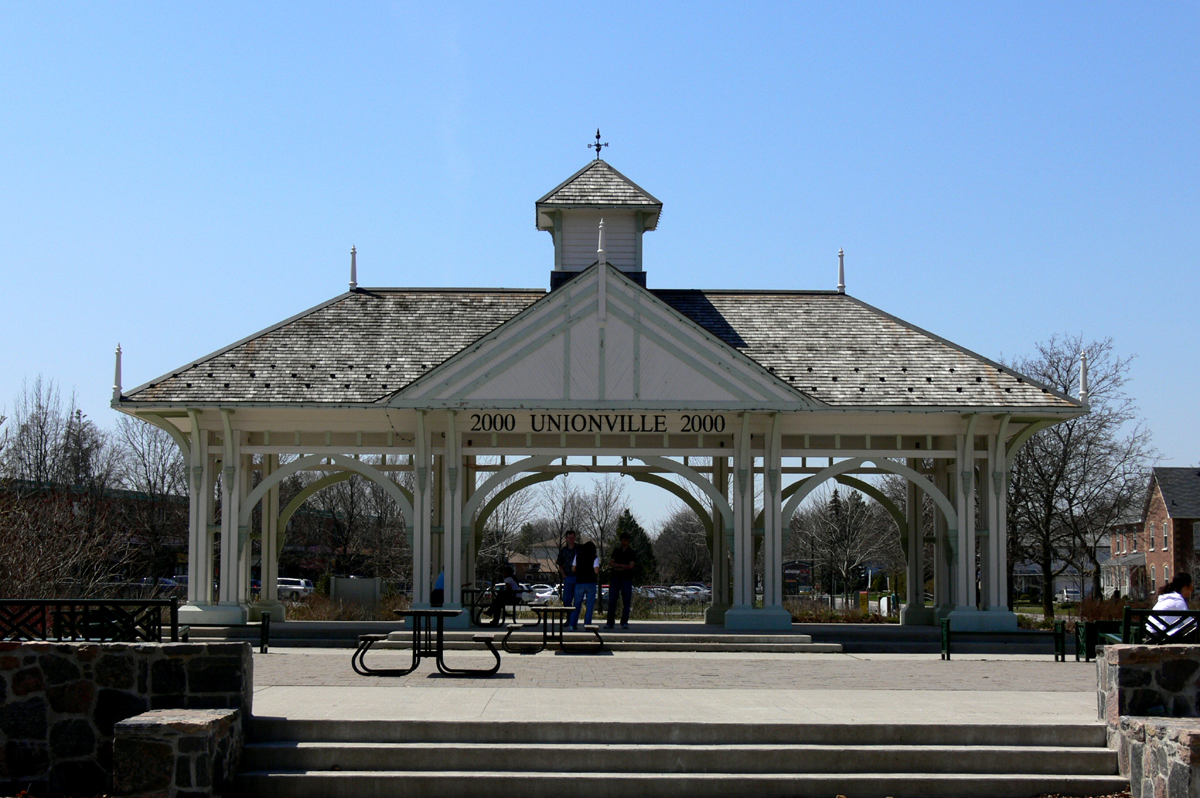
Unionville Millennium bandstand

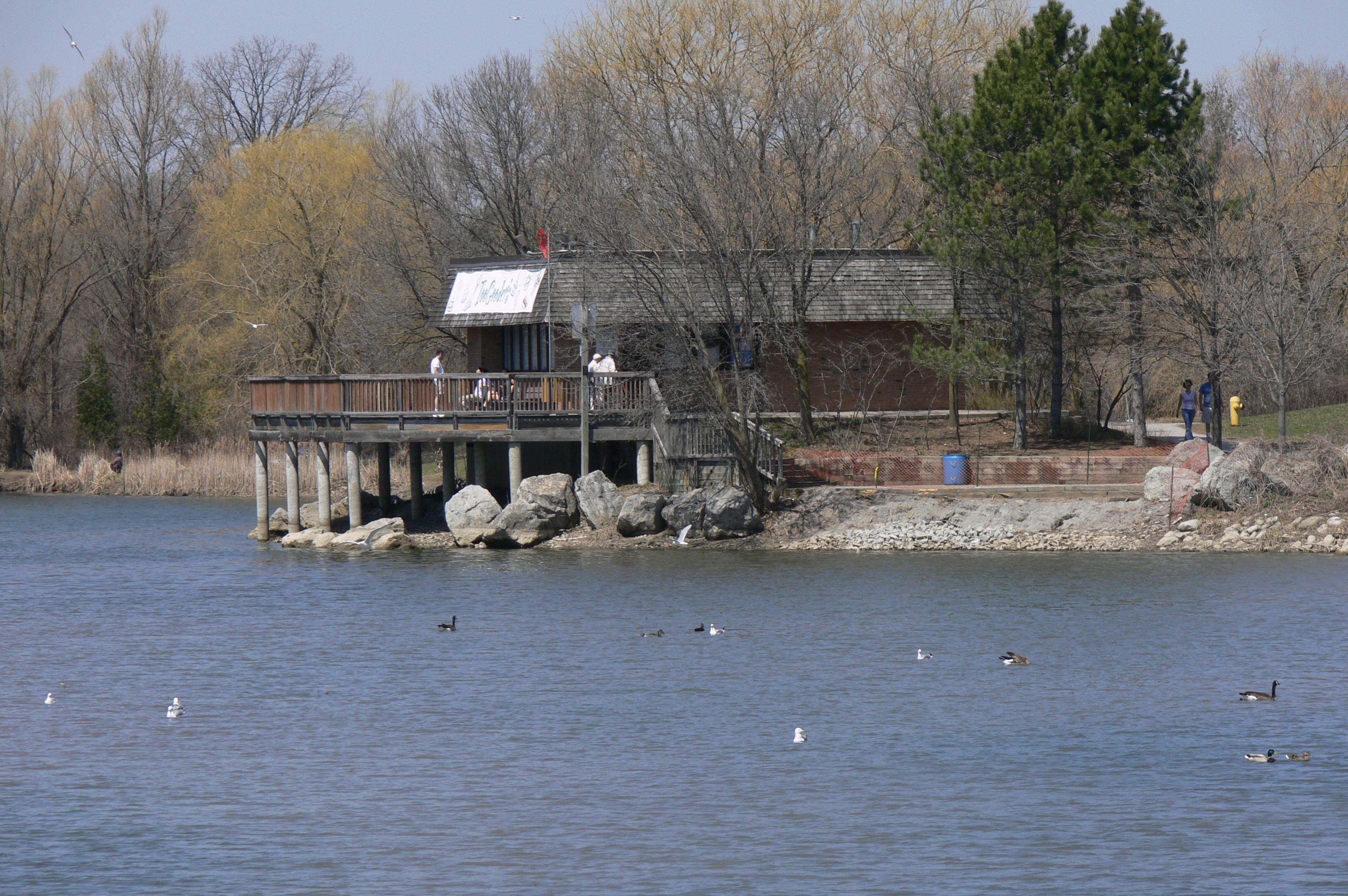
Toogood Pond, Unionville, Ontario

Unionville est un quartier et ancien centre-ville de la cité de Markham (Ontario), au Canada. Il est situé à 33 km au nord-est de la ville de Toronto et à 4 km au sud-est de Richmond Hill. Ses frontières ne sont pas bien définies, tant les quartiers adjacents déclarent être une de ses parties. Cependant, Unionville est délimité à l'Ouest par l'avenue Woodbine, et à l'est par la rivière Rouge, le Major Mackenzie Drive est la limite Nord, et l'autoroute 407 le délimite au Sud.  Main Street, qui était nommée Kennedy Road du milieu à fin du XXe siècle, traverse Unionville, tandis que la nouvelle rue Kennedy passe 300 m plus à l'est.
La population de Unionville est d'environ 50 000 habitants. Unionville est composé de nombreux quartiers dont Olde Unionville, South Unionville, Angus Glen, Buttonville, Cachet et Berczy Village. Unionville est considéré comme l'un des quartiers les plus riches de la région du Grand Toronto avec un revenu moyen par ménage de 127 900 $. La Rivière Rouge passe au nord de la partie centrale de Unionville et au sud-est. L'autoroute 404 est à l'ouest, le plus proche échangeur avec l'autoroute 407 est à 2 km au sud de Kennedy Road. La population vit dans presque tous les quartiers d'Unionville, excepté dans la zone industrialisée du sud. La ligne de chemin de fer qui relie la zone à Toronto par l'intermédiaire du système GO Transit allait autrefois jusqu'à Lindsay.
Le tourisme est une partie importante de l’économie d'Unionville. Le village historique ou le centre-ville d'Unionville est typique d'une petite ville qui s'est développée depuis un peu plus d'un siècle à partir du début des années 1840 (quand Ira White a érigé son Union Mills) et jusqu'à la fin du XXe siècle. La rue principale historique d'Unionville attire des milliers de visiteurs chaque année - en 2006, il y avait neuf restaurants,dont trois pubs. Main Street (à l'origine l'allée du premier moulin à broyer le grain du village) a également un certain nombre de «maisons centenaires », datant du XIXe siècle. Chaque année, des milliers de personnes visitent Unionville au cours du Festival d'Unionville.
La rue principale a été utilisée pour figurer la ville fictive du Connecticut Stars Hollow lors du tournage de la première saison de l'émission de télévision Gilmore Girls, et a également servi de décor pour d'autres films et émissions télévisées.

## Géographie
Autrefois entouré par des terres agricoles, le village est maintenant entouré par de vastes banlieues. Au cours de la période de renouveau dans les années 1970 une interdiction de développement a été mise en place pendant 25 ans, mais elle a aujourd'hui expiré.
Le village s'est progressivement transformé en une ville, de nombreuses maisons ayant été construites sur les terres agricoles, et des édifices patrimoniaux ont été abattus pour construire des logements. Aujourd'hui Unionville compte moins de 10 % des terres agricoles.
La ferme Beckett est la dernière exploitation agricole à Unionville. La ferme est un point de repère sur la 16e Avenue, avec son grand espace ouvert, sa grange pittoresque et un silo, rappel du passé agricole d'Unionville.

## L'histoire récente

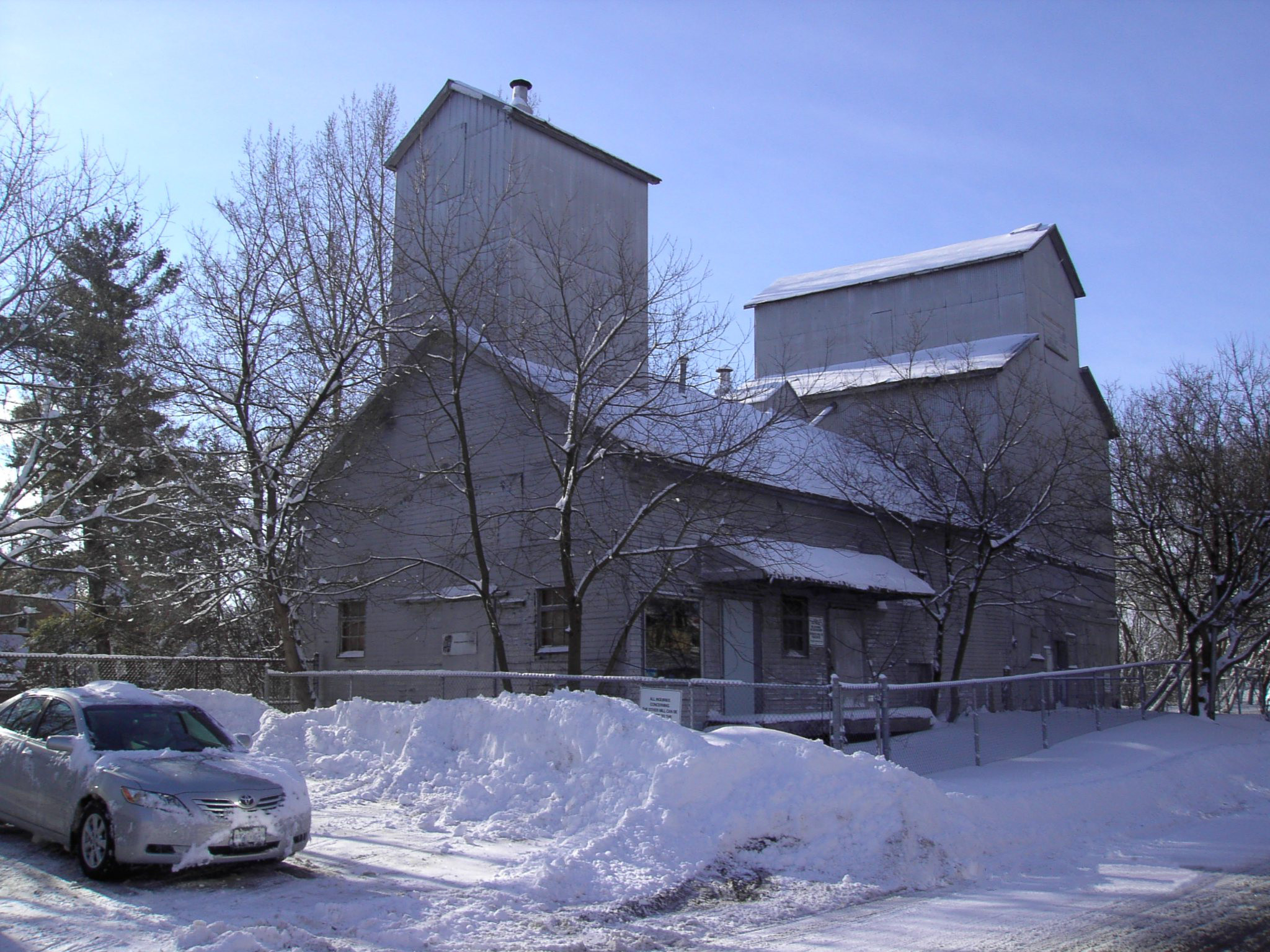
Stiver Mill

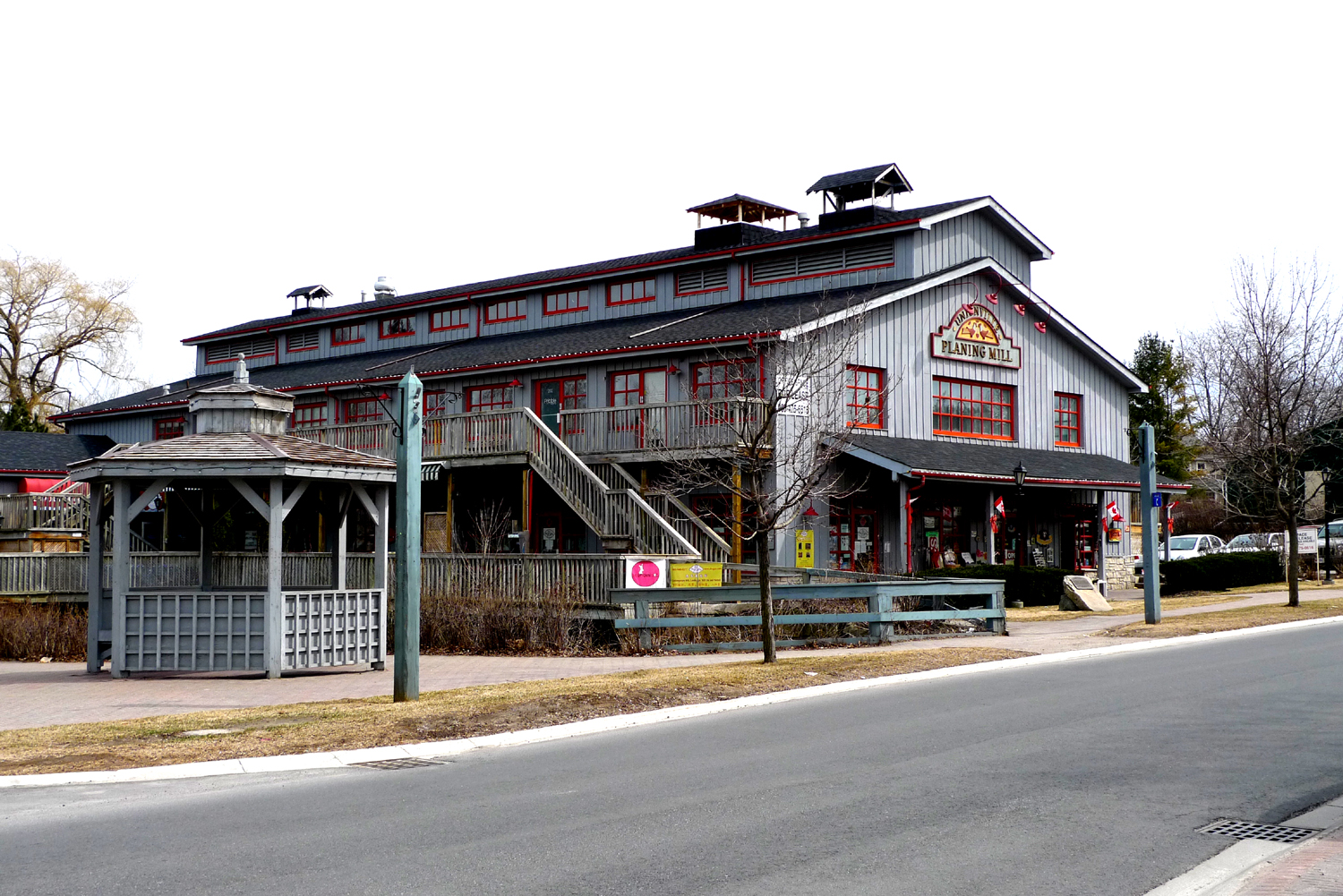

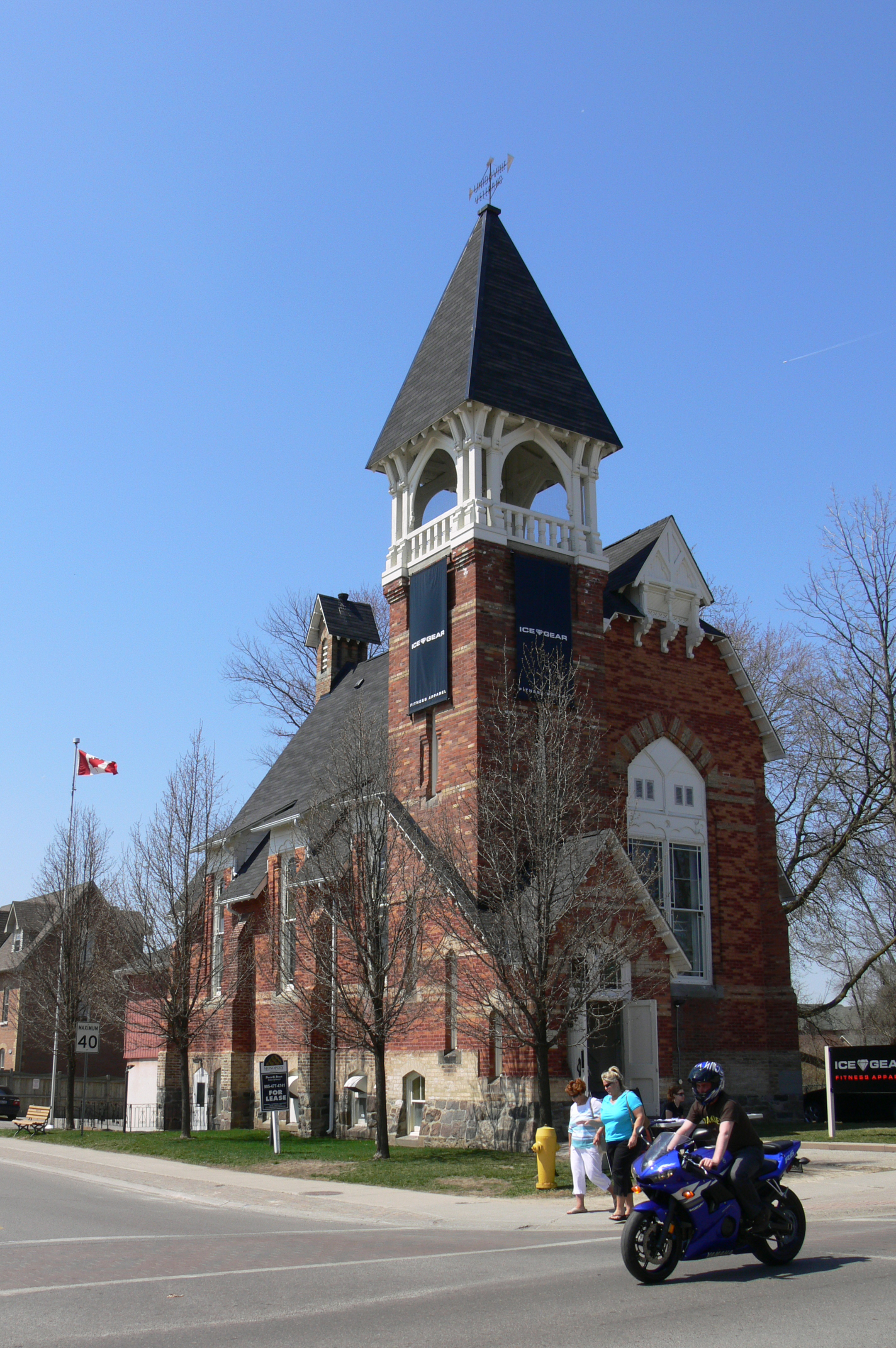

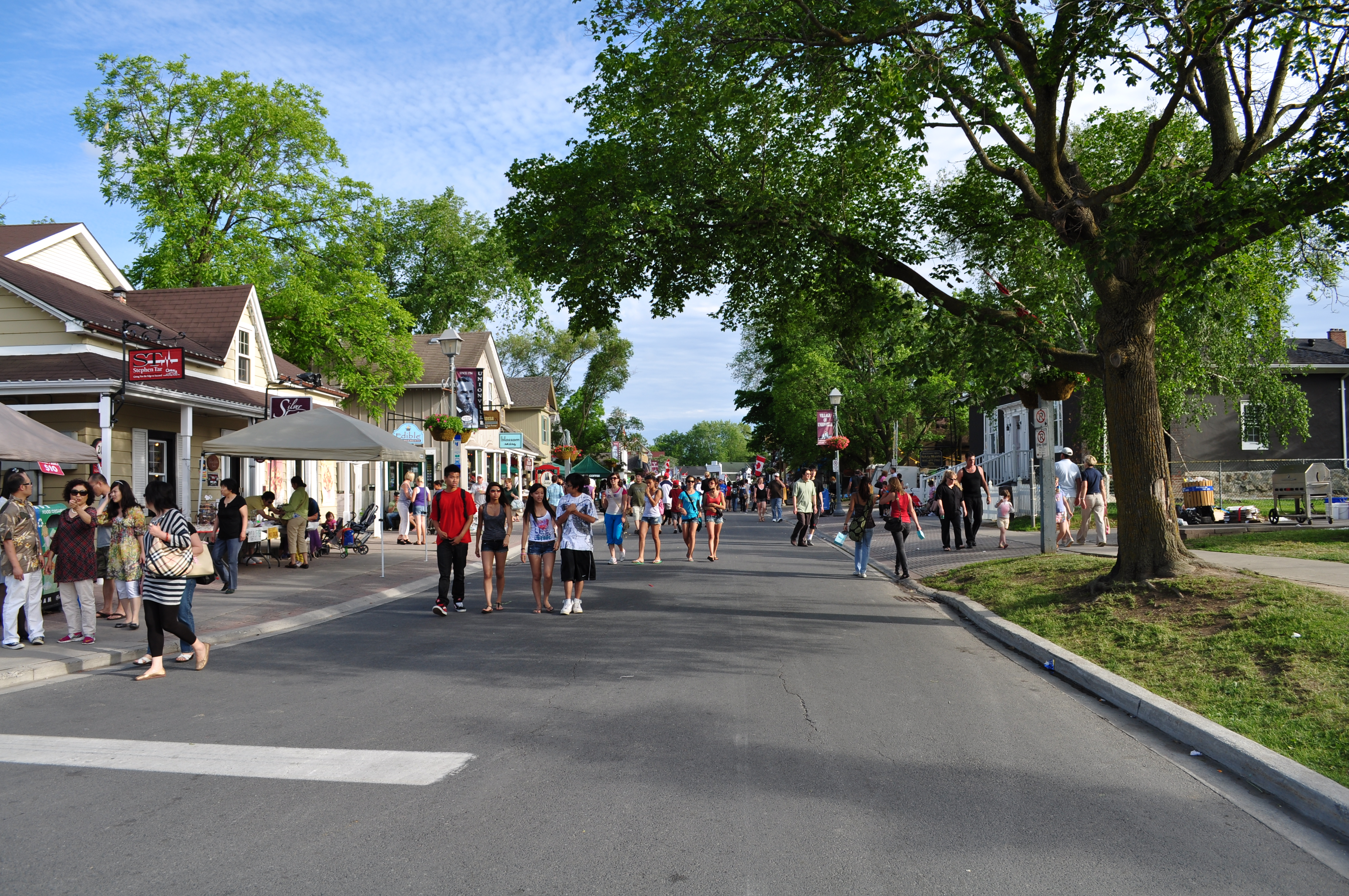

Dans les années 1960, la construction de logements s'est développée à Unionville et elle continue aujourd'hui. La présence de vieux bâtiments disponibles à faible coût a permis l'apparition d'un certain nombre de magasins d'antiquités, et pendant un certain temps dans les années 1970, Unionville était une des villes les plus renommées pour acheter des antiquités. Après la création d'une rocade, dans les années 1970, des entrepreneurs sont apparus. Le Old Country Inn a ouvert ses portes et le Old Firehall Sports a amené une nouvelle clientèle dans le village. Au cours des décennies suivantes, les magasins d'antiquités ont disparu, remplacés par des magasins haut de gamme d'antiquités et d'imitations. Le tourisme est né. Starbucks s'est implanté dans les années 1990. La plupart des bâtiments ont été refaits à neuf, agrandis et modernisés pour s'adapter à cette évolution. L'ancienne route d'origine, à l'est de Main Street, autrefois considérée comme une zone marécageuse, a été convertie en un grand parking.
Des sentiers pédestres à travers les espaces protégés relient les routes du village. L'un des plus utilisés est le chemin autour de Toogood Pond, l'étang qui à partir de 1840 alimentait le moulin à farine. Au début du XXe siècle, l'étang était appelé Willow Pond ou Willow Lake et abritait plusieurs petits chalets d'été sur North Main Street. Certains étaient auparavant des chalets destinés aux travailleurs du moulin, dans leur première incarnation. Ces chalets ont été transformés en maisons au milieu du siècle, mais ils ont maintenant presque tous été remplacés par de grandes maisons spacieuses et coûteuses.
La Varley Art Gallery se situe maintenant à l'extrémité nord de la rue commerciale principale et est rapidement devenue une galerie de grand renom. Elle a commencé avec les contributions de Mme McKay, qui avait soutenu Fred Varley, membre du Groupe des Sept, durant la fin de sa vie. Pendant qu'il vivait dans sa maison sur Main Street à Unionville, il a réalisé plusieurs tableaux qui font maintenant partie de la collection de la galerie, et la maison appartient désormais à l'Art Gallery et est utilisée régulièrement pour de petites expositions d'art.
Du milieu des années 1990 jusqu'à l'été 1999, l'autoroute 407 était en cours de construction. C'est la première route à péage de l'Ontario, elle a ouvert ses portes l'été de 1998 à McCowan Road. Elle a ensuite été étendue jusqu'à Brock Road.
L'Unionville Arms, un pub bien connu, a brûlé le 30 novembre 2007. Il existait depuis 19 ans. Le bâtiment lui-même avait plus d'un siècle. Le bâtiment légendaire a pris feu dans la matinée et le feu a été éteint trois heures plus tard. Personne n'a été blessé. Le pub a rouvert ses portes en conservant son aspect d'origine, vers la fin décembre 2008.
La Bibliothèque publique d'Unionville, terminée en 1984, sert de centre culturel majeur dans le centre historique du village. Le plan de la bibliothèque est basé sur une place de village traditionnelle entourée de huit maisons de livres exprimées à l'extérieur comme des lucarnes victoriennes postmodernes. La bibliothèque, qui contient environ 100 000 livres et documents audiovisuels, a été conçue par l'architecte Barton Myers.
Sur le plan démographique, 81 % de la population Unionville est caucasienne (la majorité d'origine européenne) canadienne, anglaise, irlandaise, italienne, allemande et macédonienne. 15 % est principalement asiatique de fond étant cantonais et le mandarin alors que 4 % est d'origine asiatique[pas clair]. (Canada recensement de 2006)

## Culture

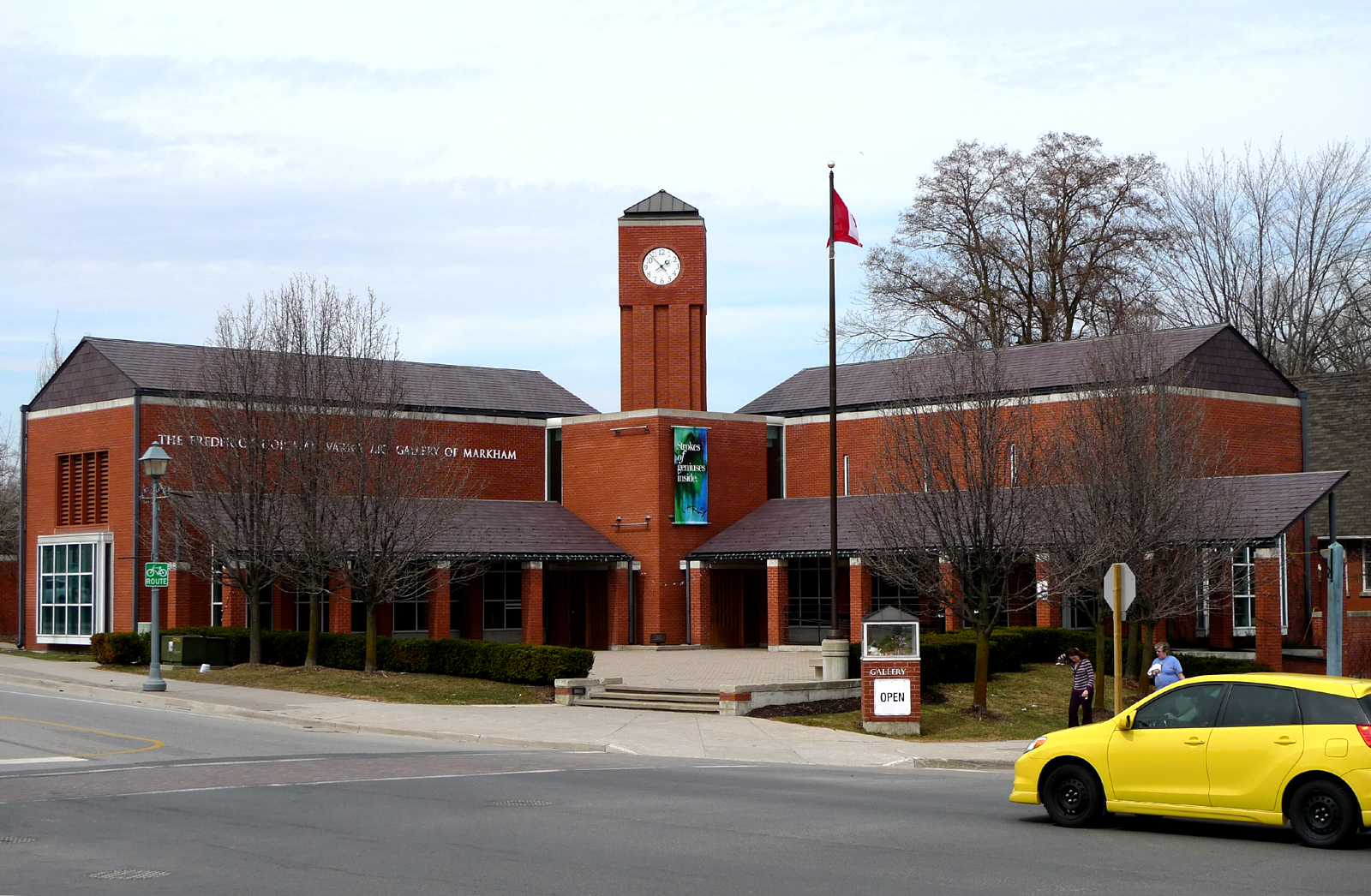
Varley Art Gallery

L'Unionville Festival a été organisé pour la première fois en 1969 afin de sensibiliser et de récolter de l'argent pour lutter contre le projet provincial de construire une route à quatre voies passant au milieu de la ville et détruisant le quartier. Un intérêt pour l'histoire, stimulé par l'Année du centenaire du Canada en 1967, se réveilla chez les résidents de longue date et les habitants des nouveaux lotissements. Lentement, les politiciens locaux se sont ralliés à la contestation, et un plan a été élaboré pour détourner la route vers l'est afin d'éviter le centre ville historique (la route est maintenant connue sous le nom Kennedy Road). Aujourd'hui, le festival continue d'offrir aux visiteurs de l'artisanat, des petits vendeurs et des groupes communautaires. Pratiquement aucune des entreprises du milieu du XXe siècle n'a survécu, elles ont été remplacées par des restaurants et des magasins touristiques.
La zone d'amélioration commerciale d'Unionville et ses commerçants organise et gère le fonctionnement de nombreux festivals à entrée gratuite toute l'année, ainsi que d'autres événements. Les marchands de la rue principale de la LFI Unionville est l'association commerciale de Main Street Unionville, composée de bénévoles de la communauté des affaires, qui travaillent pour préserver et promouvoir le village historique de Unionville.
Les bénévoles du Comité du patrimoine LFI Unionville ont effectué des recherches et produit une promenade autoguidée. Ils proposent également des visites officielles à pied de la Main Street Unionville.